# 科馬站
科馬站（英語：Culmer station）是美国佛羅里達州邁阿密-戴德縣迈阿密的一座邁阿密地鐵车站，由邁阿密-戴德公共交通局（MDT）运营管理。车站具体位置位於泉园社区的东北角，西北第11街与西北第7大道（US 441）的交界处，靠近95号洲际公路（I-95）、海豚快速公路（SR 836）相交汇的中城立交桥。科马站於1984年12月17日正式啟用，此車站是以黑人民权运动领袖約翰·科馬牧师命名，以表扬他為提高当地非裔美国人的生活环境作出的努力。科马站的建筑布局形式为高架车站，车站设有两条股道及一个岛式站台，并设有120个停车位的地面停车场。车站毗邻馬林魚棒球場和布克·华盛顿高中。

## 车站结构
| P 站台层 | 南行方向                   | ▉ 迈阿密地铁绿线，往达德兰南方向（历史上城／利里克剧院） · ▉ 迈阿密地铁橙线，往达德兰南方向（历史上城／利里克剧院） |
| P 站台层 | 岛式站台，左边车门将会开启 | |
| P 站台层 | 北行方向                   | ← ▉ 迈阿密地铁绿线，往帕尔梅托方向 （市民中心） · ← ▉ 迈阿密地铁橙线，往迈阿密国际机场方向（市民中心）              |
| G 地面层 | 站厅                       | 出入口、巴士站、停车场                                                                                              |

## 外部連結
- Miami-Dade County: Metrorail Stations （页面存档备份，存于）